# هيكتور لايرا
هيكتور لايرا (بالإسبانية: Héctor Larrea)‏ هو صحفي وممثل أرجنتيني، ولد في 30 أكتوبر 1938 في مدينة براغدو في الأرجنتين.

## وصلات خارجية
- هيكتور لايرا على موقع IMDb (الإنجليزية)